# Gravières

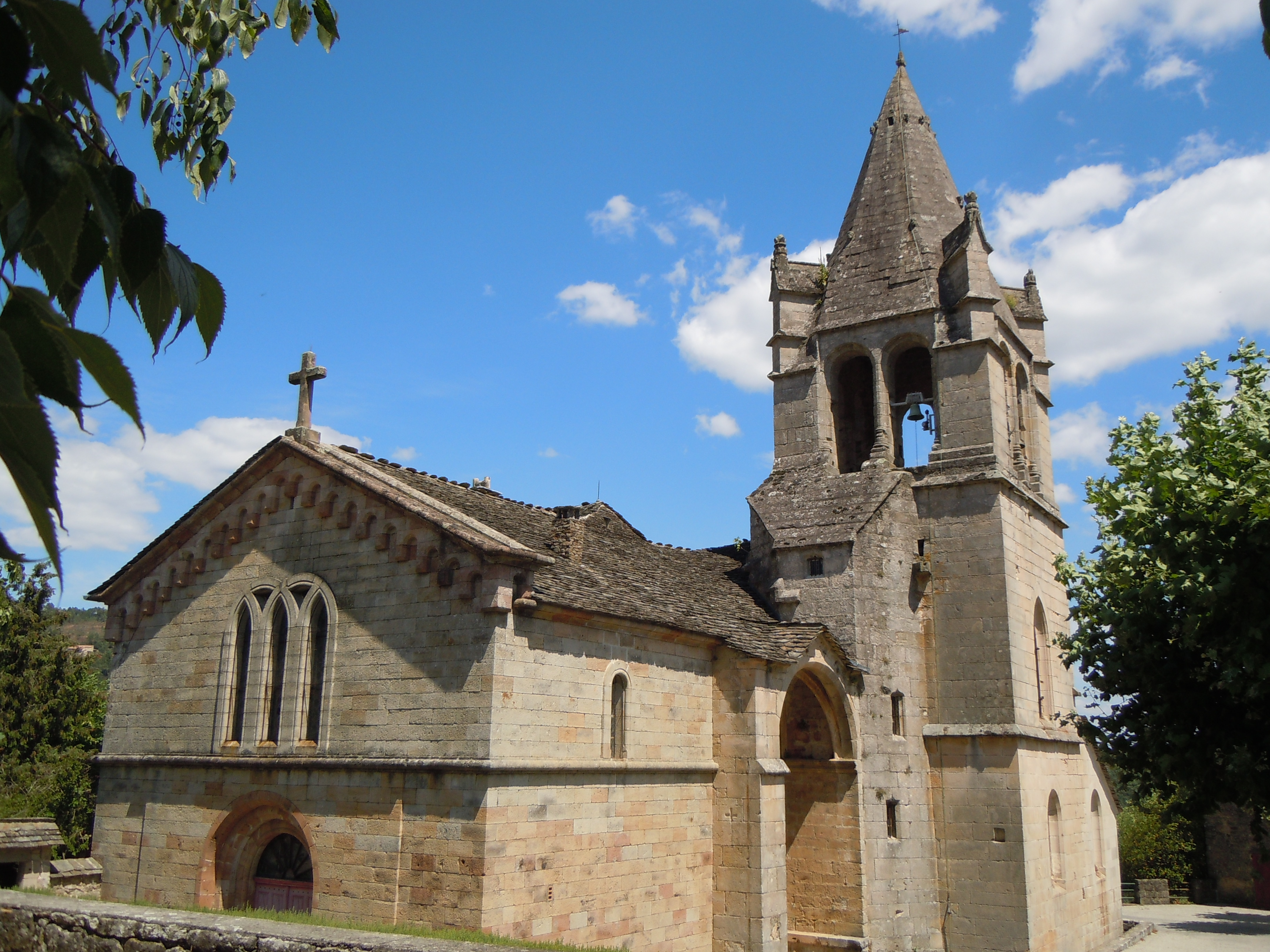
Kościół św. Wiktora (2011)

Gravières – miejscowość i gmina we Francji, w regionie Owernia-Rodan-Alpy, w departamencie Ardèche.
Według danych na rok 1990 gminę zamieszkiwało 369 osób, a gęstość zaludnienia wynosiła 20 osób/km² (wśród 2880 gmin regionu Rodan-Alpy Gravières plasuje się na 1263. miejscu pod względem liczby ludności, natomiast pod względem powierzchni na miejscu 569.).